# Jakob Balzert
Jakob Balzert (6 de gener de 1918 - 23 de juny de 1997) va ser un futbolista alemany que va jugar a 1. El FC Saarbrücken i la selecció del Sarre com a davanter.